# تفاسیر فی لغةالفرس
تفاسیر فی لغةالفرس یک فرهنگ لغت تألیف شرف‌الزمان قطران بن منصور اُرمَوی، شاعر معروف سدهٔ پنجم هـ. ق (متوفی در ۴۶۵ هـ. ق) است که بنا به حوادث تاریخی، اکنون اثری از آن دردست نیست.

## روایت‌ها
ناصرخسرو، شاعر و سفرنامه‌نویس معروف، در سفرنامهٔ خود در سال ۴۳۸ هـ. ق می‌گوید: «شاعری را دیدم شعر نیک می‌گفت، اما زبان فارسی (دری) نیکو نمی‌دانست». مراد او شرف‌الزمان قطران بن منصور اُرمَوی، شاعر معروف (درگذشته در سال ۴۶۵ هـ. ق) است که کتاب لغتی داشته‌است.
در فرهنگ جهانگیری آمده‌است که فرهنگ اُرمَوی سیصد لغت داشته، و دکتر محمد معین در پیشگفتار فرهنگ فارسی معین آن را نخستین فرهنگ ایرانی نامیده‌است.